# Heliofly III
Heliofly III – dwa różne śmigłowce jednoosobowe zaprojektowane przez Austriaka Paula Baumgärtla około 1942 i 1943. Pierwszy z nich Heliofly III/57 był „helikopterem plecakowym” przymocowanym do pleców użytkownika, a drugi Heliofly III/59 był bardziej konwencjonalną konstrukcją.

## Tło historyczne
Około 1941 Baumgärtl zaprojektował jednoosobowy wiroszybowiec Heliofly I, Baumgärtl nie miał oficjalnego kontraktu z Reichsluftfahrtministerium (nazistowskie ministerstwo ds. lotnictwa, RLM) niemniej jego prace były nieoficjalnie sponsorowane przez RLM. Po zaprojektowaniu Heliofly I, który w zamierzeniu miał być wiropłatem sportowym, Baumgärtl rozpoczął prace nad podobnym śmigłowcem jednoosobowym, który powstał już jako konstrukcja wojskowa.

## Heliofly III/57
Heliofly III/57 podobnie jak pierwsza konstrukcja Baumgärtl była przymocowywany do pleców jego użytkownika/pilota za pomocą uprzęży spadochronowej. System napędowy śmigłowca składał się z dwóch jednopłatowych wirników obracających się w przeciwnych kierunkach na tej samej osi z silnikami zamocowanymi po drugiej stronie osi i działającymi jako przeciwwagi. Wirniki miały być napędzane silnikami Argus As 8 o mocy 8 koni mechanicznych każdy. Ostatecznie maszyna nie zostało ukończona z powodu, jak podaje jedno źródło, braku dostępności odpowiednich silników lub też (jak się miało okazać) niewystarczającej mocy silników.
Długość wirników wynosiła 2,34 metra. W źródłach panują duże rozbieżności co do masy własnej, masy startowej i udźwigu tego śmigłowca, często mylone są także wersje III/57 i III/59. Według jednego ze źródeł masa własna konstrukcji wynosiła 19 kilogramów, a masa startowa (łącznie z pilotem) do 109 kilogramów, inne źródło podaje masę konstrukcji jako 35 kilogramów, a jej udźwig jako 120 kilogramów.

## Heliofly III/59
Zbudowany około 1943 Heliofly III/59 był konstrukcją bardziej konwencjonalną, fotel pilota został umieszczony na lekkim stelażu rurowym z dwoma płozami. W tym modelu także użyto śmigieł przeciwbieżnych, ale pojedynczy silnik umieszczony był jako przeciwwaga tylko na dolnym wirniku przy czym napędzał także górny wirnik za pomocą przekładni stożkowej.
Masa własna konstrukcji podawana jest jako 35 kilogramów, a masa startowa jako 120 kilogramów. Długość maszyny wynosiła 6,1 metra, tyle samo miała wynosić średnica wirników.
Baumgärtl podobno odbył kilka lotów na swojej maszynie